# تشارلي فالون
تشارلي فالون (بالإنجليزية: Charlie Fallon)‏ هو لاعب كرة قاعدة أمريكي، ولد في 7 مارس 1881 في نيويورك في الولايات المتحدة، وتوفي في 10 يونيو 1960 في كينغز بارك في الولايات المتحدة.